# Новый Ставок
Новый Ставок (укр. Новий Ставок) — село в Арбузинском районе Николаевской области Украины.
Население по переписи 2001 года составляло 220 человек. Почтовый индекс — 55354. Телефонный код — 5132.

## Местный совет
55353, Николаевская обл., Арбузинский р-н, с. Агрономия, ул. Ленина, 18